# Улинець Іван Дмитрович
Іван Дмитрович Улинець (26 червня 1954, Ільниця, Закарпатська область) — радянський футболіст, що грав на позиції півзахисника. Відомий переважно за виступами за ужгородський клуб, який на час виступів гравця носив назви «Говерла» та «Закарпаття», у складі якого зіграв більш ніж 200 офіційних матчів у чемпіонаті СРСР, а також у складі харківського «Металіста», у складі якого був бронзовим призером чемпіонату СРСР у першій лізі. Після закінчення футбольної кар'єри — спортивний функціонер.

## Біографія
Іван Улинець народився у селищі Ільниця на Закарпатті, у якому виросла ціла плеяда талановитих футболістів. На той час у селищі було відразу дві футбольні команди, які виступали в чемпіонаті області, і в одній із них — «Шахтарі» — Улинець розпочав виступи на футбольних полях. Здібного футболіста відразу запросили до команди майстрів «Говерла» із обласного центру — Ужгорода, яка виступала на той час у другій лізі СРСР. Після року виступів за ужгородську команду Улинця призвали на строкову службу в Радянську Армію, де він грав за аматорську команду СКА (Львів). На початок сезону 1976 року він повертається до «Говерли», де стає футболістом основи, зігравши за неповні чотири сезони 133 матчі в чемпіонаті СРСР. У 1979 році Іван Улинець отримав запрошення від команди першої ліги «Металіст» із Харкова. Наступного року він у складі команди стає бронзовим призером чемпіонату. Проте у зв'язку із високою конкуренцією у складі команди футболіст з початку 1981 року стає гравцем іншої команди першої ліги — «Прикарпаття» з Івано-Франківська. Проте у складі команди Улинець зіграв лише 13 матчів, окрім того, «Прикарпаття» вибуло із першої ліги. тому футболіст наступний сезон провів у команді другої ліги — луцькому «Торпедо», за яке зіграв 37 матчів у чемпіонаті СРСР. У 1983 році футболіст повертається до ужгородського клубу, який на той час перейменували на «Закарпаття». Там він знову повертає собі місце в основному складі команди, зігравши за два роки 72 матчі в чемпіонаті СРСР. Наступного року Улинець стає гравцем іншої команди другої ліги — хмельницького «Поділля», яке стало його останньою командою майстрів. Наступного року Іван Улинець грає в аматорській команді «Керамік» з Мукачевого, після чого завершує виступи на футбольних полях. Пізніше Улинець працював головою ужгородського міського спорткомітету.

## Досягнення
- Перша ліга чемпіонату СРСР
  -  Бронзовий призер (1): 1980